# اشکناز
پادشاهی آشکناز در منابع قدیمی عبری و به‌خصوص کتاب ارمیای نبی و در قطعه‌ای که به تاریخ - ۵۹۳ پ.م. - مورخ است نام برده شده و ضمناً پادشاهی مزبور در ردیف اورارتو و ماننا بوده‌است. سه کشور یاد شده همچون کشورهای تابع پادشاهی ماد وصف شده‌اند. آخرین باری که منابع شرقی از پادشاهی اشکناز یاد می‌کنند در نیمهٔ نخستین قرن ششم پ.م. است. این تاریخ مربوط است به اصطلاحِ «فهرست اقوام» یا «جدول نام‌های اخلاف موهوم نوح نبی» که یهودیان آن عصر نوح را نیای اصلی اقوام گوناگون می‌شمردند. بعدها به آنچه اصطلاحاً «قاعدهٔ کاهنان» نامیده شد منضم گردید و سپس به انضمام آن به  سفر پیدایش تورات  ملحق شد. اینجا اشکناز با ریفات و توهارما (ارمنستان کوچک) به عنوان پسران گومر یعنی کیمریان نام برده شده‌است.
 در کتاب ارمیا مربوط به عهد عتیق از ناحیهٔ اورارتو و توابعش با نام اشکنازی یاد می‌شود. این محدوده با نام پادشاهی اورارتو نامیده می‌شده که بخشهایی از ایران امروزی را نیز دربرداشته است.

محدودهٔ زندگی اشکنازی‌ها ابتدا به‌طور غیردقیق در حوالی ناحیهٔ سکاستان نامیده شد؛ و پس از گذشت زمان، مردم به اشتباه تمامی اسلاوها را بعنوان اشکناز درنظر گرفتند. سپس در یک اشتباه تاریخی بزرگ در قرن ۱۱ میلادی، به‌ویژه تاریخ‌نویسان یهودی کشور آلمان را مکان اشکنازی‌ها نامیدند. زیرا مدت‌ها پیش از آن یهودیان زیادی از مناطق اسلاونشین به دلیل فشارهای زیاد از سوی اسلاوها به سوی آلمان و لهستان و فرانسه مهاجرت کرده بودند. امروزه به‌طور دقیق پذیرفته شده‌است که ناحیهٔ زندگی خزرها منطقهٔ حقیقی اشکنازی‌ها بوده‌است. ناحیهٔ زندگی اشکنازی‌ها دقیقاً مصادف با سکونتگاه قوم یأجوج و مأجوج است که در کتابهای تاریخی به آن اشاره شده‌است.

## اسکیت‌های اشکودا
موارد تذکر اسکیت‌های اشکودا در آثار شرقی به همین محدود است. البته اگر از این نکته صرف نظر شود که گاهی اسکیت‌ها در زیر عنوان عمومی‌تر کیمریان یا اومن مثه مستور می‌باشند. به‌طوریکه مشاهده می‌شود منبع باستانی عبری آشکوز را در مفهوم «گومر» یعنی کیمریان گنجانده‌است. در نظر ساکنان مشرق زمین در قرن‌ها هفتم تا پنجم پ.م. «اسکیت‌های‌اشکودا» یکی از قبایل کیمری بودند نه اسکیت.

## بقایای اسکیت‌های اشکودا
بعضی از کشفیات باستانشناسی و از آنجمله حفریاتی که در تیشبانی نزدیک ایروان و کارکمیش در کرانهٔ شعبهٔ فرات در شمال سوریه و در فلسطین و شمال مصر به عمل آمده و بخصوص گنجی که در زیویه نزدیک سقز، در جنوب دریاچهٔ اورمیه، و اراضی ماننای پیشین یافت شده و شامل اشیاء گرانبهای آشوری یا آشور و اورارتوئی و ماننائی است. به زعم برخی از محققان نشان می‌دهد که منشأ بسیاری از پدیده‌ها هنر اسکیت آسیای مقدم می‌باشد. اینها همه از شواهد اقامت اسکیت‌ها در آسیای مقدم هستند. مراتب فوق عده‌ای از محققان را بر آن داشت که پندارند مرکز اسکیت‌ها در آسیای مقدم ناحیهٔ ماننا بوده‌است و ایشان از آنجا به کشورهای دیگر دستبرد می‌زدند. چناچه هرودوت می‌گوید تا مصر نیز می‌رفتند.
کشف گنج زیویه نیز فرض وجود مرکز اسکیت‌ها را در خاک ماننا تأیید نمی‌کند حتی اگر دفینه زیویه واقعاً متعلق به اسکیت‌هایی باشد که موقتاً در ماننا اقامت داشتند نیز نمی‌توان چنین استنتاج کرد که ماننا را واقعاً اسکیت‌ها تسخیر کرده بوده‌اند و پادشاهی اسکیت‌ها همان خاک ماننا بوده‌است. مندرجات کتاب ارمیای نبی که از پادشاهی اسکیت یاد می‌کند با چنین استنتاجی تناقض دارد. در واقع اسکیت‌ها ممکن است موقتاً گاه چون متحد و گاه چون دشمن در ماننا اقامت داشته‌اند.
ولی در اینکه پادشاهی اسکیت‌ها را باید در مجاورت ماد و بخصوص ماننا جست شکّی نیست. مدارکی در دست است که در پایان قرن ششم و آغاز قرن پنجم پ.م. یعنی زمان هخامنشیان اراضی مسکون توسط اسکیت‌ها جزو ساتراپی ماد بوده‌است.

## تیز خئودان
هرودوت می‌گوید که در ساتراپ‌نشین دهم هخامنشیان - ۵۰۰ پ.م. - مادها و پریکانیان و کوریبانتان‌ها می‌زیستند. با این حال اگر به اتکای این نوشته گفته شود که فهرست ساتراب نشین‌ها آنچنان‌که هرودوت نقل کرده جز یک مشت نام‌های قبایل که خود کامانه و بدون نظم و معنی در کنار هم قرار داده شده، چیزی نیست … کاملاً راه خطا رفته‌ایم. یونگه اظهار می‌دارد که گویا فقط یکی از گروه‌های سکایان آسیای میانه خئودهای تیز بر سر داشتند و اسکیت‌های اروپایی فاقد چنین کلاهی بودند. وی در این طریق چنان غلو می‌کند که می‌گوید تصاویر سواران تیزخئودی که بر ظروف یونانی قرن هفتم پ.م. نقش بسته‌است مربوط به سکایان آسیای میانه
می‌باشد و حال آنکه مسلماً در آن ازمنهٔ کهن یونانیان با سیمای اقوام آسیای میانه آشنا نبودند و تصاویر مزبور مربوط به کیمریان یا اسکیت‌های اشکودا است. بسیاری از تصاویر اسکیت‌های اروپایی حتی اسکولوت‌ها را هم با کلاه‌های تیز و بلند نشان می‌دهند که هیچ تفاوتی با کلاه سکایان نقوش برجستهٔ استخر ندارد. اگرچه در هچیک از تصاویر مزبور نه اسکیت‌های اروپایی و نه سکایان دارای کلاهی به بلندی خئودی که بر سر سکونخا پیشوای سکایان در سنگ نبشته بیستون دیده می‌شود نمی‌باشد.
به هر حال اگر گفته شود که اسکیت‌های اشکودا ملقب به تیز خئودان در پایان قرن ششم و پنجم پ.م. در قلمرو آن روزی ساتراپ‌نشین ماد می‌زیستند کاملاً صحیح است می‌توان کوششی برای تعیین دقیق محل سکونت ایشان نیز به عمل آورد. بر حسب نوشتهٔ هرودوت اسکیت‌ها پس از دور زدن جبال قفقاز با مادها پیکار کردند یعنی میدان نبردشان جمهوری آذربایجان بود و چون این واقعه فقط در حدود سال - ۶۵۰ پ.م. - وقوع یافت پس مسلماً اسکیت‌های اشکودا قبل از آن تاریخ در آنجا می‌زیستند.

## اسکیت‌های اشکودا در قرن هفتم پ. م
به نظر می‌رسد اینکه بعضی از مدارک، کیمریان را در قرن هفتم پ.م. به ماننا مربوط می‌سازند شامل اسکیت‌ها هم می‌گردد. فرض سیاست تهاجمیی که واقعاً در آن دوران ماننا تعقیب می‌کرده، با وجود هجوم اسکیت‌ها و کیمریان - توأماً - دشوار است. اما اگر صحبت بر سر اسکیت‌های اشکودا متحد ماننا بوده باشد، توجیه سبب اقامت ایشان در آن سرزمین آسان است. گذشته از این نمی‌توان به تصور آورد کیمریان واقعی که در آن زمان در مغرب آسیای صغیر سرگرم جنگ بودند توانسته باشند در عین حال در ماننا نیز مشغول عملیات شوند مگر اینکه فرض شود یک گروه مجزا از هم قبیلگان ایشان به چنین اقدامی دست زده باشد.
ولی اگر کیمریانی که در آن دو سند نام برده شده‌اند و در اینجا از ایشان سخن گفته می‌شود، همان اسکیت‌ها اشکودا باشند، می‌توانیم تا حدی مشخص نمائیم که در آن زمان کجا بوده‌اند. نویسندهٔ هابل ۱۲۵۷ می‌گوید که کیمریان به اسرحدون پادشاه آشور چنین بیان کردند:  ماننائیان پیش شما (می‌مانند) ما جلوی گام‌های خویش را گرفتیم . ولی بعد شاه آشور در صداقت این گفتهٔ کیمریان تردید نشان می‌دهد و توصیه می‌کند که به خاک ماننا حمله شود. ظاهراً مسلّم است که کیمریان در آن زمان هنوز خارج از حدود ماننا بودند ولی کجا؟
در جنوب نبودند، زیرا آنجا هنوز جزو متصرفات آشور بود. در غرب هم نبودند؛ غرب جزو متصرفات اورارتو بود؛ و بنا به سؤالی که از هاتَف شده بود در غرب هنوز صحرانشینان وجود نداشتند. پس می‌توان از مرزهای مشرق و شمالی ماننا یکی را انتخاب کرد.
ولی در آن زمان کشور ماننا از سمت مشرق محتملا تا جبال کرانهٔ دریای کاسپی (خزر) ممتد بوده و در آن نقاط اسکیت‌های صحرانشین یا کیمریان نمی‌توانستند مأمن و مسکن بیابند. بدین طریق باری دیگر به این نتیجه می‌رسیم که در آغاز قرن هفتم - ۷۰۰ - پ.م. صحرانشینان در شمال ماننا (سرزمین جمهوری آذربایجان کنونی) قرار داشتند. به هر تقدیر در اواسط قرن هفتم - ۶۵۰ - پ.م. پادشاهی اسکیت‌ها (اشکناز) در هیچ نقطه‌ای با آشور هم‌مرز نبود